# نظریه کنش موقعیتی
نظریه کنش موقعیتی (به انگلیسی: Situational Action Theory) (SAT) یک نظریه جرم عمومی است که از سال 2004 توسط جرم‌شناس سوئدی پر اولوف اچ ویکستروم در دانشگاه کمبریج توسعه یافت. با SAT، بینش های جرم‌شناسی مرکزی در یک مدل توضیحی جدید و یکپارچه گردهم آمده است. بر اساس این نظریه، جرایم بر اساس ویژگی‌های شخصی و تجربیات فرد در ترکیب با ویژگی‌های محیط و موقعیت عمل مربوطه انجام می‌شود.
به گفته SAT، هر کنش، از جمله یک کنش مجرمانه، نتیجه یک درک و فرآیند تصمیم گیری است با تأثیر متقابل عوامل فردی (انگیزه، تمایل، اخلاق) و عوامل موقعیتی (تأثیر افراد و محیط، تعامل فرد و محیط)  مشروط است. از این طریق، که فرد به عنوان یک کنشگر اخلاقی به مرکز تحلیل می رود، SAT با رویکرد انتخاب منطقی متفاوت است، که منفعت شخصی شخصی را عامل تعیین کننده می داند. SAT تاکید می کند فرآیند ادراک مقدم بر فرآیند تصمیم گیری است. بی معنی است که ادعا کنیم کسی بر اساس تجزیه و تحلیل هزینه-فایده علیه یک کنش تصمیم گرفته است. اگر این کنش قبلاً به عنوان یک جایگزین واقعی برای ملاحظات هنجاری در نظر گرفته نشده بود.
اینکه چگونه یک فرد تمایل به جنایی ایجاد می کند یا اینکه چرا یک "محیط" دارای بار جرم‌زایی خاصی است، بخشی از سوال اولیه SAT نیست. به گفته ویکستروم، چنین سؤالاتی در مورد علل بالادستی است که علل اصلی بزهکاری را توضیح می دهد.
در حال حاضر کاربردهای تجربی متعددی از این نظریه وجود دارد، به عنوان مثال، در مورد دزدی از مغازه، فروش غیرقانونی دارو یا به طور کلی بزهکاری نوجوانان.

## ادبیات
- هلموت هیرتنلهنر و یوست راینکه (ویرایشگران): نظریه کنش موقعیتی. نتایج تحقیقات از کشورهای آلمانی زبان و همسایه. شماره ماهنامه اصلاحات جرم‌شناسی و قانون جزا، دوره 98، شماره 3، ژوئن 2015 (سرمقاله آنلاین: / Isue-3 / "The Situational Action Theory - یک موتور تحقیقاتی اروپایی اصلی").

## پیوندهای وب
- Situational Action Theory (SAT)، مرکز جرم شناسی تحلیلی، دانشگاه کمبریج.